# Elyra melanopis
Elyra melanopis là một loài bướm đêm trong họ Noctuidae.